# Communauté de communes des Sources de l’Orne
Die Communauté de communes des Sources de l’Orne ist ein französischer Gemeindeverband mit der Rechtsform einer Communauté de communes im Département Orne in der Region Normandie. Sie wurde am 7. Dezember 2012 gegründet und umfasst aktuell 23 Gemeinden. Der Verwaltungssitz befindet sich im Ort Sées.

## Historische Entwicklung
Mit Wirkung vom 1. Januar 2019 gingen die ehemaligen Gemeinden Mortrée und Saint-Hilaire-la-Gérard in die Commune nouvelle Mortrée auf. Dadurch verringerte sich die Anzahl der Mitgliedsgemeinden auf 23.

## Mitgliedsgemeinden
| Gemeinde                                     | Einwohner 1. Januar 2022 | Fläche km² | Dichte Einw./km² | Code INSEE | Postleitzahl |
| -------------------------------------------- | ------------------------ | ---------- | ---------------- | ---------- | ------------ |
| Almenêches                                   | 642                      | 20,27      | 32               | 61002      | 61570        |
| Aunou-sur-Orne                               | 276                      | 18,04      | 15               | 61015      | 61500        |
| Belfonds                                     | 208                      | 14,29      | 15               | 61036      | 61500        |
| Boissei-la-Lande                             | 109                      | 7,11       | 15               | 61049      | 61570        |
| Boitron                                      | 348                      | 13,35      | 26               | 61051      | 61500        |
| Bursard                                      | 200                      | 10,55      | 19               | 61068      | 61500        |
| Chailloué                                    | 892                      | 35,88      | 25               | 61081      | 61500        |
| Essay                                        | 543                      | 15,99      | 34               | 61156      | 61500        |
| Francheville                                 | 132                      | 9,72       | 14               | 61176      | 61570        |
| La Bellière                                  | 129                      | 13,91      | 9                | 61039      | 61570        |
| La Chapelle-près-Sées                        | 488                      | 9,95       | 49               | 61098      | 61500        |
| La Ferrière-Béchet                           | 250                      | 13,79      | 18               | 61164      | 61500        |
| Le Bouillon                                  | 167                      | 17,77      | 9                | 61056      | 61500        |
| Le Cercueil                                  | 145                      | 13,23      | 11               | 61076      | 61500        |
| Le Château-d’Almenêches                      | 185                      | 10,76      | 17               | 61101      | 61570        |
| Macé                                         | 443                      | 14,53      | 30               | 61240      | 61500        |
| Médavy                                       | 153                      | 4,34       | 35               | 61256      | 61570        |
| Montmerrei                                   | 555                      | 12,67      | 44               | 61288      | 61570        |
| Mortrée                                      | 1.125                    | 32,26      | 35               | 61294      | 61500, 61570 |
| Neauphe-sous-Essai                           | 214                      | 11,43      | 19               | 61301      | 61500        |
| Saint-Gervais-du-Perron                      | 346                      | 11,28      | 31               | 61400      | 61500        |
| Sées                                         | 4.182                    | 40,31      | 104              | 61464      | 61500        |
| Tanville                                     | 228                      | 13,32      | 17               | 61480      | 61500        |
| Communauté de communes des Sources de l’Orne | 11.960                   | 364,75     | 33               | –          | –            |